# Pinhas Rutenberg
Pinhas Rutenberg, né Piotr Moïsseïevitch Rutenberg (en russe : Пётр Моисеевич Рутенберг) le 5 février 1879 à Romny, dans l'actuelle Ukraine, et mort le 3 janvier 1942 à Jérusalem, est un homme d'affaires russe, figure du sionisme et du nationalisme juif en Palestine mandataire.
Il joue un rôle actif lors des deux révolutions russes, en 1905 et en 1917. Pendant la Première Guerre mondiale, il fait partie des fondateurs de la Légion juive et du Congrès juif américain. Plus tard, grâce à ses contacts en Palestine, il obtient une concession pour la production et la distribution de l'électricité et fonde la Palestine Electric Company, devenue après la création de l'État d'Israël, l'Israel Electric Corporation.
Nationaliste juif engagé et passionné, Rutenberg participe à la création de la Haganah, la principale milice juive dans la Palestine d'avant-guerre, et fonde la Palestine Airways (en), compagnie aérienne assurant des vols locaux. Par la suite, il est nommé président du Vaad Leumi, le Conseil national juif.

## Socialiste et révolutionnaire
Pinhas Rutenberg est né en 1879 à Romny, dans le gouvernement de Poltava, région de l'Empire russe dans l'actuelle Ukraine. Après avoir obtenu son diplôme de fin d'études pratiques, il s'inscrit à l'Institut de technologie de Saint-Pétersbourg et rejoint le Parti socialiste révolutionnaire (S.R ou Eser). Il travaille comme chef d'atelier à l'usine Poutilov (renommée usine Kirov après la révolution), la plus grande usine de Saint-Pétersbourg. L'usine est le centre de l'Assemblée des ouvriers d'usine russes, fondée en 1903 par un dirigeant de la classe populaire, le pope Gueorgui Gapone. Mais Gapone collabore en secret avec la police tsariste, l'Okhrana, qui pense ainsi contrôler le mouvement ouvrier. Rutenberg devient l'ami de Gapone, lui permettant de devenir une figure notable du Parti socialiste révolutionnaire.
Le dimanche 9 janvier 1905 (22 janvier dans le calendrier grégorien), Gapone organise une manifestation pacifique jusqu'au palais d'Hiver en vue de présenter une pétition à l'empereur Nicolas II. Rutenberg participe à cette marche avec l'accord de son parti. La situation vire au drame et la troupe tire directement sur la foule, faisant près d'un millier de morts. Rutenberg conserve son sang-froid et sauve la vie de Gapone, en le mettant à l'abri. Cet évènement dramatique, connu sous le nom de « Dimanche rouge » ou « Dimanche sanglant », marque le début de la Révolution russe de 1905.
Gapone et Rutenberg s'enfuient à l'étranger, accueillis en Europe par des émigrants russes révolutionnaires comme Gueorgui Plekhanov ou Lénine, et en France par les responsables socialistes comme Jean Jaurès et radicaux comme Georges Clemenceau. Avant la fin de l'anné 1905, Rutenberg retourne en Russie, bientôt suivi par Gapone. Gapone révèle alors à Rutenberg ses contacts avec la police et essaye de le recruter, lui expliquant que la double loyauté est utile à la cause ouvrière. Rutenberg dénonce immédiatement ce double-jeu aux responsables du Parti socialiste révolutionnaire, Yevno Azef et Boris Savinkov. Azef demande que le traître soit liquidé. Ironie du sort, Azef est en fait lui aussi un agent provocateur, qui sera démasqué en 1908 par Vladimir Bourtzeff.
Le 26 mars 1906, Gapone se rend dans une villa louée en-ehors de Saint-Pétersbourg, près de la frontière finnoise, pour y rencontrer Rutenberg. Un mois plus tard, on l'y retrouve pendu. Rutenberg affirmera ultérieurement que Gapone a été condamné par un tribunal ouvrier et que trois membres du Parti socialiste révolutionnaire auraient alors exécuté la sentence en l'étranglant en l'absence de Rutenberg
Cependant, le Parti socialiste révolutionnaire rejette la responsabilité de la mort de Gapone sur Rutenberg, affirmant qu'il l'aurait assassiné pour des raisons personnelles, et nie avoir envoyé des membres à la réunion du 26 mars. Rutenberg est alors condamné et exclu du parti.

## Sioniste

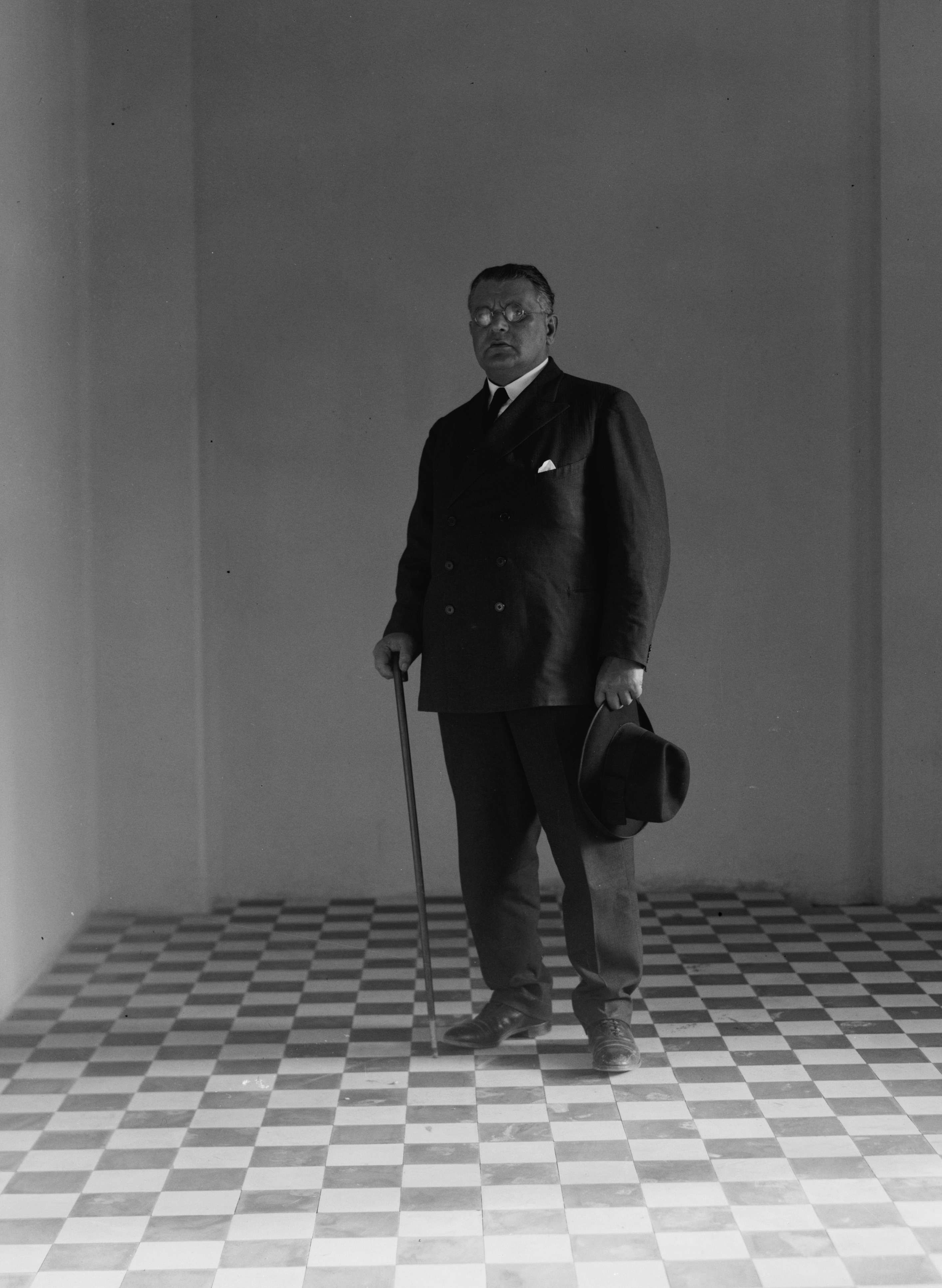
Pinhas Rutenberg peu de temps avant sa mort en 1942.

Forcé à émigrer, Rutenberg s'installe en Italie. Loin de la politique, il s'intéresse à des problèmes hydrauliques. S'intéressant à des questions spécifiques juives, il devient convaincu que la solution est l'établissement d'un foyer national pour le peuple juif.
Après le déclenchement de la Première Guerre mondiale, le mouvement sioniste soutient dans sa majorité les Forces de l'Entente. Rutenberg décide de créer une force armée juive qui se battrait pour la Terre d'Israël. Il visite plusieurs capitales européennes, rencontrent des politiciens importants et des responsables sionistes, et finalement décide de se joindre à Vladimir Jabotinsky et Joseph Trumpeldor pour créer la Légion juive. En mai 1915, avec l'accord de Jabotinsky, Rutenberg se rend aux États-Unis pour promouvoir l'idée chez les Juifs américains.
Dans une lettre au vicomte Edmund Allenby, Rutenberg écrira le 27 avril 1933 :
« Je suis fier d'exposer le fait, connu de peu, que je suis l'auteur de l'idée des bataillons juifs pour combattre avec les alliés dans la Grande Guerre. Pour racheter avec du sang juif la Palestine juive. C'était en août 1914… Cela a été le privilège de Jabotinsky de rendre ce rêve une réalité. »
Il trouve un fort soutien parmi les organisations juives de New York. Rutenberg soutient le parti marxiste-sioniste Poale Zion et coopère avec David Ben Gourion, Yitzhak Ben-Zvi et Dov-Ber Borochov. Avec Haïm Jitlovski (en), il fonde le Congrès juif américain. En parallèle, Rutenberg publie en yiddish, sous le pseudonyme de Pinhas Ben-Ami, le pamphlet La Renaissance nationale du peuple juif qu'il a écrit en Italie.
Pendant son séjour aux États-Unis, Rutenberg parachève son plan d'utilisation des ressources hydrauliques de la Terre d'Israël pour l'irrigation et la production d'électricité, son rêve de toujours.

## Antibolchévique
Rutenberg salue avec joie la révolution russe de février 1917 et retourne en juillet 1917 à Petrograd, accueilli par le Premier Ministre du gouvernement provisoire Alexandre Kerenski, ainsi que par le Parti socialiste révolutionnaire. Malgré son exil de 12 ans, Rutenberg est nommé vice-président de la Douma de Petrograd.
En deux mois, le Soviet de Petrograd, dirigé par Léon Trotski, devient un pouvoir alternatif dans la capitale, hostile à la Douma. Il apparait alors évident que le Soviet envisage de renverser le gouvernement. Le 3 novembre, Rutenberg devient membre du Conseil suprême créé par Kerenski pour maintenir l'ordre et la justice. Le 7 novembre, lors de l'assaut contre le palais d'Hiver, Rutenberg défend la résidence du gouvernement après le départ de Kerenski. Quand les bolchéviques l'emportent, il est arrêté et mis en prison avec les autres « ministres capitalistes ».

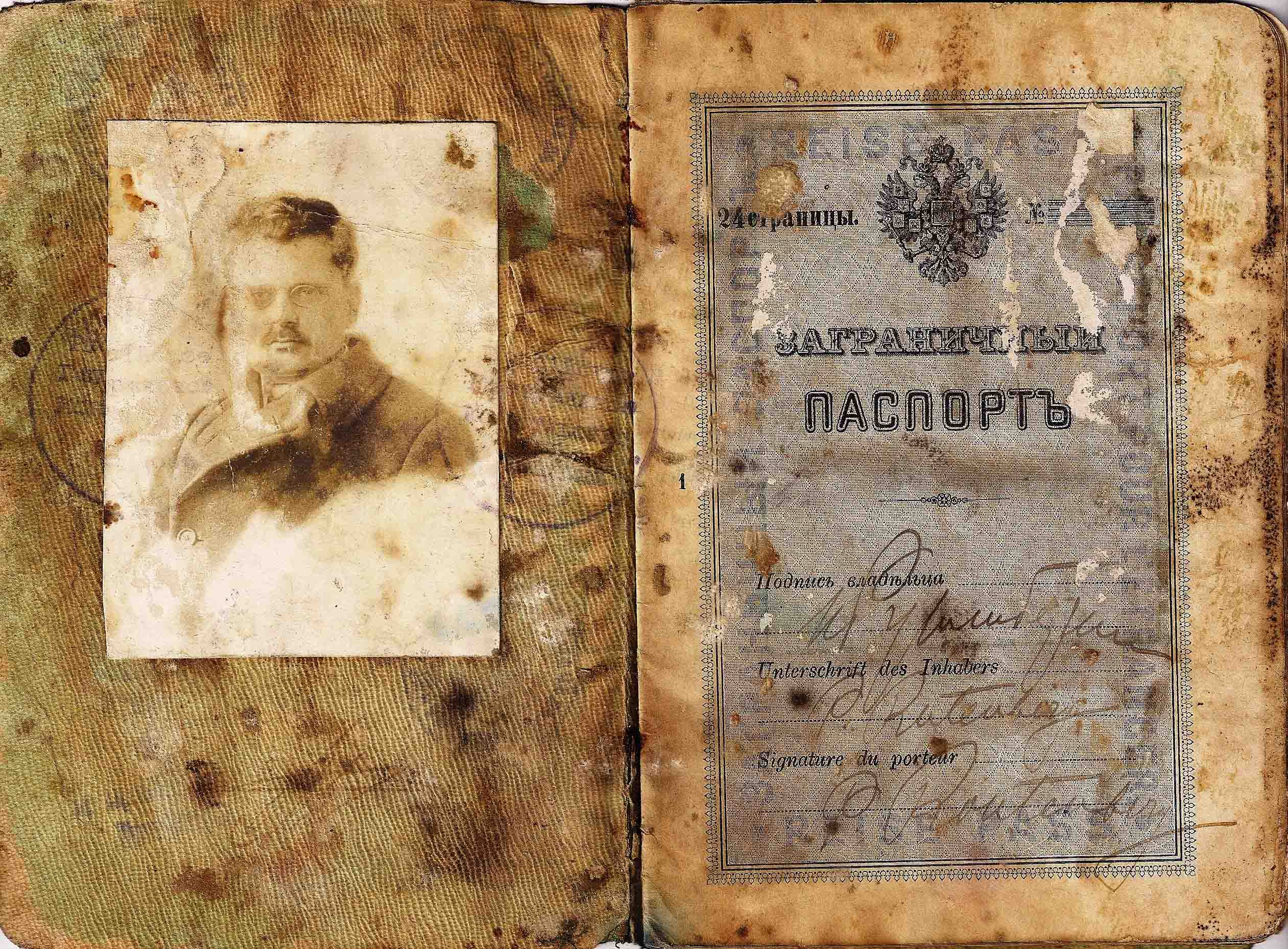
Passeport utilisé par Pinhas Rutenberg en 1919 pour fuir d'Odessa.

En mars 1918, quand les troupes allemandes approchent de Petrograd, les bolcheviks relâchent Rutenberg ainsi que de nombreux autres prisonniers. Il se rend à Moscou, la nouvelle capitale, et accepte un poste dans le mouvement coopératif. Cependant, après la tentative d'assassinat contre Lénine par Fanny Kaplan en août 1918, la Terreur rouge s'abat sur les membres du Parti socialiste révolutionnaire. Rutenberg fuit Moscou. Sa dernière étape en Russie est le port d'Odessa, où il est membre du comité de défense. La ville est gouvernée par les Russes blancs, soutenus par les forces alliées françaises. Le 17 mars 1919, il obtient un passeport russe avec un visa de sortie : il lui permet d'embarquer sur un navire américain qui le conduit à Constantinople, ville contrôlée par les Alliés. De là, il s'embarque pour Marseille. Par la suite, il se rend en Angleterre, d'où il part pour la Palestine sous mandat britannique.

## En Palestine
En 1919, Rutenberg se trouve à Paris et rejoint d'autres leaders sionistes, préparant des propositions pour le traité de Versailles. Responsable du plan d'électrification de la Palestine, il reçoit le soutien financier du baron Edmond James de Rothschild et de son fils James Armand de Rothschild, et décide finalement de s'installer en Palestine pour le réaliser.
Cependant, sa première préoccupation à son arrivée en Palestine est de mettre sur pied avec Jabotinsky une milice juive d'auto-défense, la Haganah. Rutenberg est le capitaine de ces troupes à Tel Aviv-Jaffa pendant les émeutes de 1921.
Il participe à la détermination de la frontière nord de la Palestine mandataire, définissant les zones sous influence française et britannique.

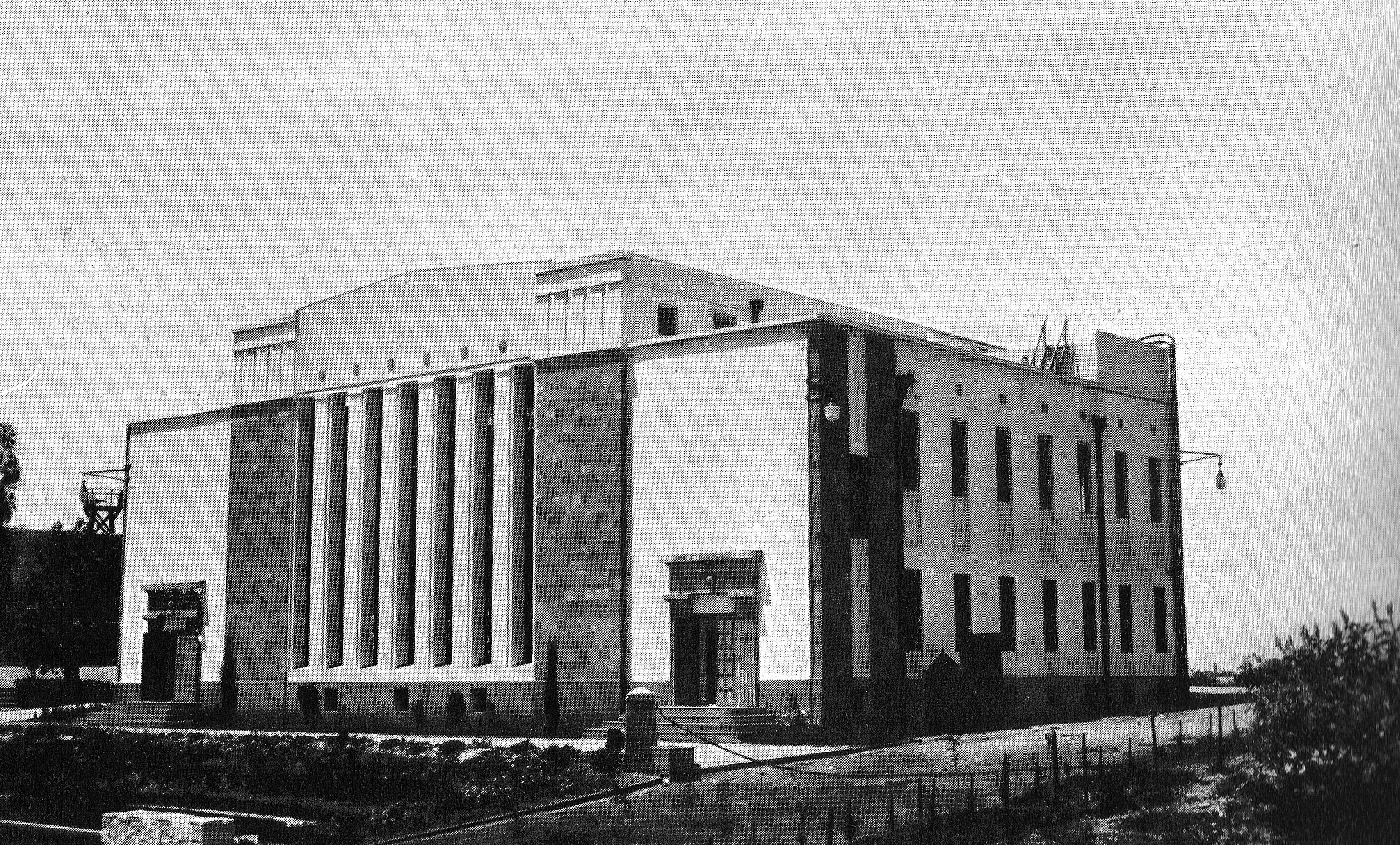
La Palestine Electric Company Ltd dans les années 1920.

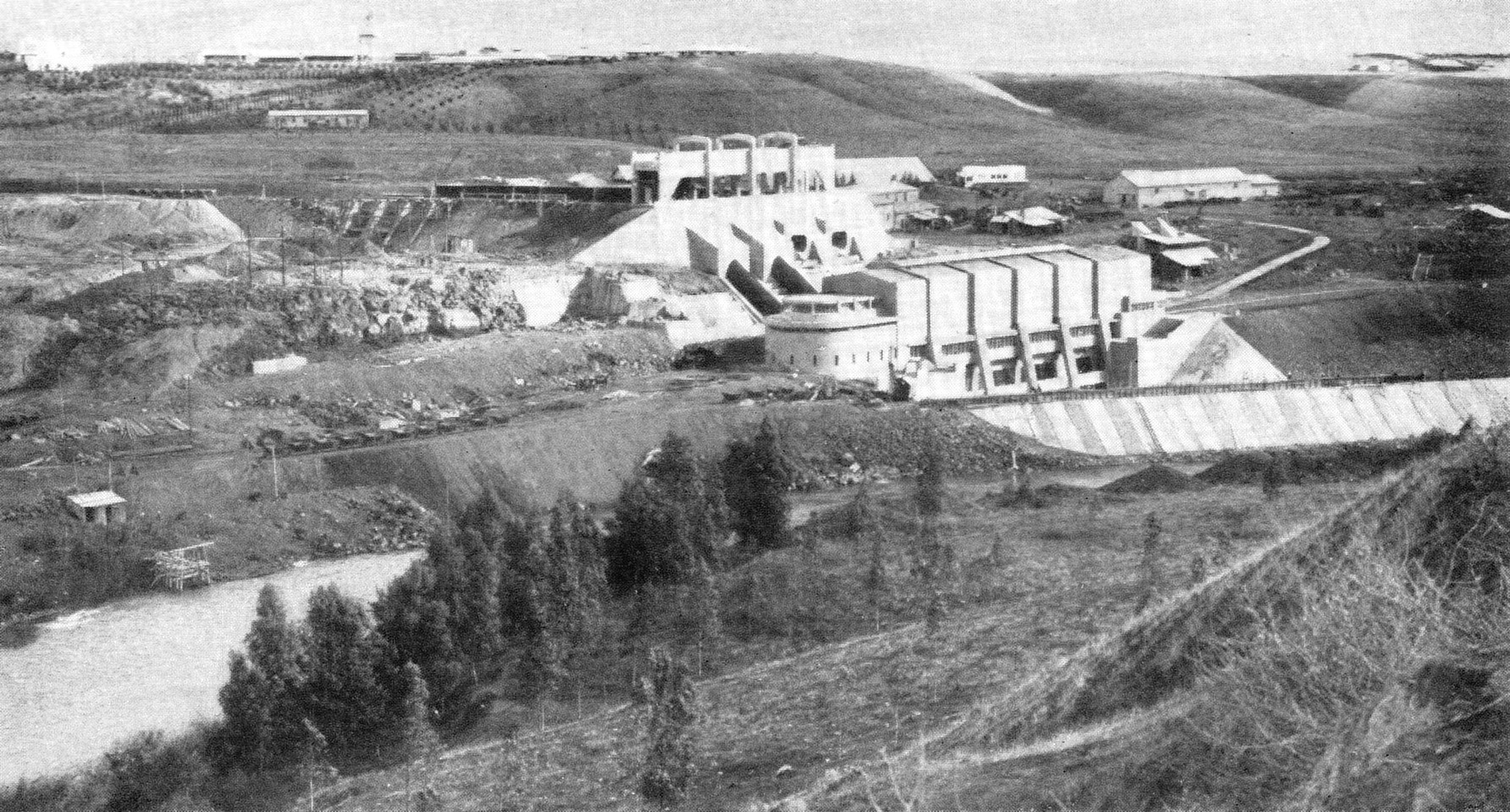
La centrale de Naharayim en 1935.

En 1921, malgré une vive protestation des Arabes palestiniens contre l'attribution au Yichouv d'une mainmise sur des intérêts vitaux pour la région, les Britanniques octroient à Rutenberg les concessions électriques de Jaffa ; il obtient également par la suite celles du Jourdain. La concession de Jaffa est la première à être réalisée. Fonctionnant sous le nom de Jaffa Electric Company, Rutenberg construit un réseau qui couvre graduellement Jaffa, Tel Aviv, les villages alentour (principalement juifs) et les installations militaires britanniques à Sarafend. Le réseau est alimenté par des moteurs Diesel, contrairement à l'engagement initial de Rutenberg de construire une centrale hydroélectrique sur la rivière Yarkon.
En 1923, Rutenberg fonde la Palestine Electric Company, Ltd qui deviendra plus tard l'Israel Electric Corporation, Ltd. Pour parer à certaines difficultés initiales dans le lancement du projet, Rutenberg cherche et reçoit le soutien de Winston Churchill, alors secrétaire d'État aux Colonies. Rutenberg invite d'influents politiciens britanniques tels que Lord Herbert Samuel et Lord Rufus Isaacs, ainsi que Hugo Hirst (en), directeur de la General Electric Company, à être membre de son conseil d'administration.
Rutenberg devient aussi le premier citoyen palestinien sous mandat britannique, après que les Anglais aient promulgué en 1925 une loi créant la citoyenneté palestinienne. Rutenberg reçoit ses papiers de citoyen palestinien en janvier 1926.
Une des principales réussites de Rutenberg est la construction de la centrale hydro-électrique de Naharayim sur le Jourdain, qui entra en fonctionnement en 1930 et qui lui valut le surnom de « vieil homme de Naharayim ».
D'autres centrales sont construites à Tel Aviv, Haïfa et Tibériade afin d'alimenter toute la Palestine. Jérusalem est la seule partie de la Palestine mandataire non alimentée par les centrales de Rutenberg. La concession pour Jérusalem avait été octroyée par l'Empire ottoman au Grec Euripides Mavromatis. Après la conquête de la Palestine par les troupes britanniques, Mavromatis réussit après une longue bataille juridique, à obtenir que la Palestine Electric Company de Rutenberg ne puisse pas construire de centrale électrique pour alimenter Jérusalem. Ce n'est qu'en 1942, quand sa compagnie (la British-Jerusalem Electric Corporation) est dans l'incapacité de fournir les besoins de Jérusalem, que le gouvernement mandataire demande à la Palestine Electric Company de prendre la fourniture d'électricité à Jérusalem.
Rutenberg meurt en 1942 à Jérusalem. Il est enterré au cimetière juif du mont des Oliviers. Une grande centrale électrique près d'Ashkelon porte son nom. Par ailleurs, des rues à Ramat Gan et Netanya ont été nommées à sa mémoire.